# Albignac
Albignac (Albinhac en occitan) est une commune française située dans le département de la Corrèze en région Nouvelle-Aquitaine.

## Géographie
Commune du Massif central, ou la Roanne, affluent de la Corrèze, marque la limite communale au sud.

### Communes limitrophes
Les communes limitrophes sont  Beynat, Dampniat, Lanteuil et Palazinges.

### Hameaux
Auzelou, Bayle, Boisgrand, la Borie, la Borie Blanche, le Bournazel, Chantegril, la Crozade, l'Evescat, Flaugeat, le Juge, Miallet, Ombinat, Pierrefiche, Plainefage, le Prieur, Puy-de-Bayle, Quicolagne, Rhode, la Rivière, les Sautes, la Tronche, la Verde, le Viallard, la Voûte.

### Climat
Pour des articles plus généraux, voir Climat de la Nouvelle-Aquitaine et Climat de la Corrèze.
Historiquement, la commune est dans une zone de transition entre les climats océaniques aquitain et montagnard.
En 2020, Météo-France publie une typologie des climats de la France métropolitaine dans laquelle la commune est dans une zone de transition entre le climat océanique altéré et le climat de montagne et est dans la région climatique Ouest et nord-ouest du Massif Central, caractérisée par une pluviométrie annuelle de 900 à 1 500 mm, maximale en automne et en hiver.
Pour la période 1971-2000, la température annuelle moyenne est de 12,1 °C, avec  une amplitude thermique annuelle de 15,3 °C. Le cumul annuel moyen de précipitations est de 1 195 mm, avec 12,3 jours de précipitations en janvier et 7,5 jours en juillet. Pour la période 1991-2020, la température moyenne annuelle observée sur la station météorologique la plus proche, située sur la commune de Brive-la-Gaillarde à 12 km à vol d'oiseau, est de 12,9 °C et le cumul annuel moyen de précipitations est de 903,9 mm,. Pour l'avenir, les paramètres climatiques de la commune estimés pour 2050 selon différents scénarios d’émission de gaz à effet de serre sont consultables sur un site dédié publié par Météo-France en novembre 2022.

## Urbanisme

### Typologie
Au 1er janvier 2024, Albignac est catégorisée commune rurale à habitat très dispersé, selon la nouvelle grille communale de densité à 7 niveaux définie par l'Insee en 2022.
Elle est située hors unité urbaine. Par ailleurs la commune fait partie de l'aire d'attraction de Brive-la-Gaillarde, dont elle est une commune de la couronne,. Cette aire, qui regroupe 80 communes, est catégorisée dans les aires de 50 000 à moins de 200 000 habitants,.

### Occupation des sols
L'occupation des sols de la commune, telle qu'elle ressort de la base de données européenne d’occupation biophysique des sols Corine Land Cover (CLC), est marquée par l'importance des forêts et milieux semi-naturels (55,5 % en 2018), une proportion sensiblement équivalente à celle de 1990 (55,2 %). La répartition détaillée en 2018 est la suivante : 
forêts (55,5 %), prairies (27,9 %), zones agricoles hétérogènes (16,5 %).
L'évolution de l’occupation des sols de la commune et de ses infrastructures peut être observée sur les différentes représentations cartographiques du territoire : la carte de Cassini (XVIIIe siècle), la carte d'état-major (1820-1866) et les cartes ou photos aériennes de l'IGN pour la période actuelle (1950 à aujourd'hui).

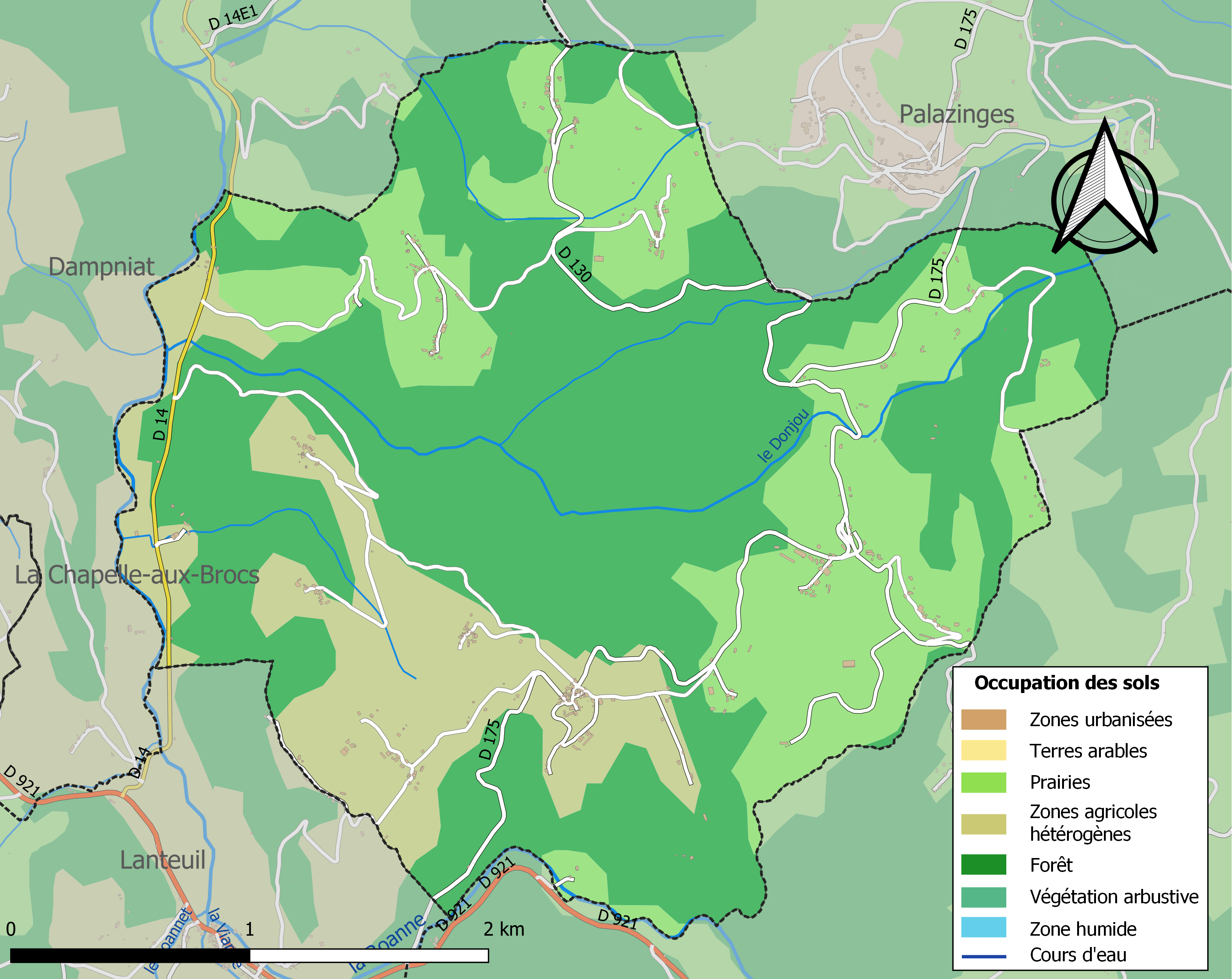
Carte des infrastructures et de l'occupation des sols de la commune en 2018 (CLC).

### Risques majeurs
Le territoire de la commune d'Albignac est vulnérable à différents aléas naturels : météorologiques (tempête, orage, neige, grand froid, canicule ou sécheresse), inondations, feux de forêts, mouvements de terrains et séisme (sismicité très faible). Il est également exposé à un risque particulier : le risque de radon. Un site publié par le BRGM permet d'évaluer simplement et rapidement les risques d'un bien localisé soit par son adresse soit par le numéro de sa parcelle.

#### Risques naturels
Certaines parties du territoire communal sont susceptibles d’être affectées par le risque d’inondation par débordement de cours d'eau, notamment la Roanne,.

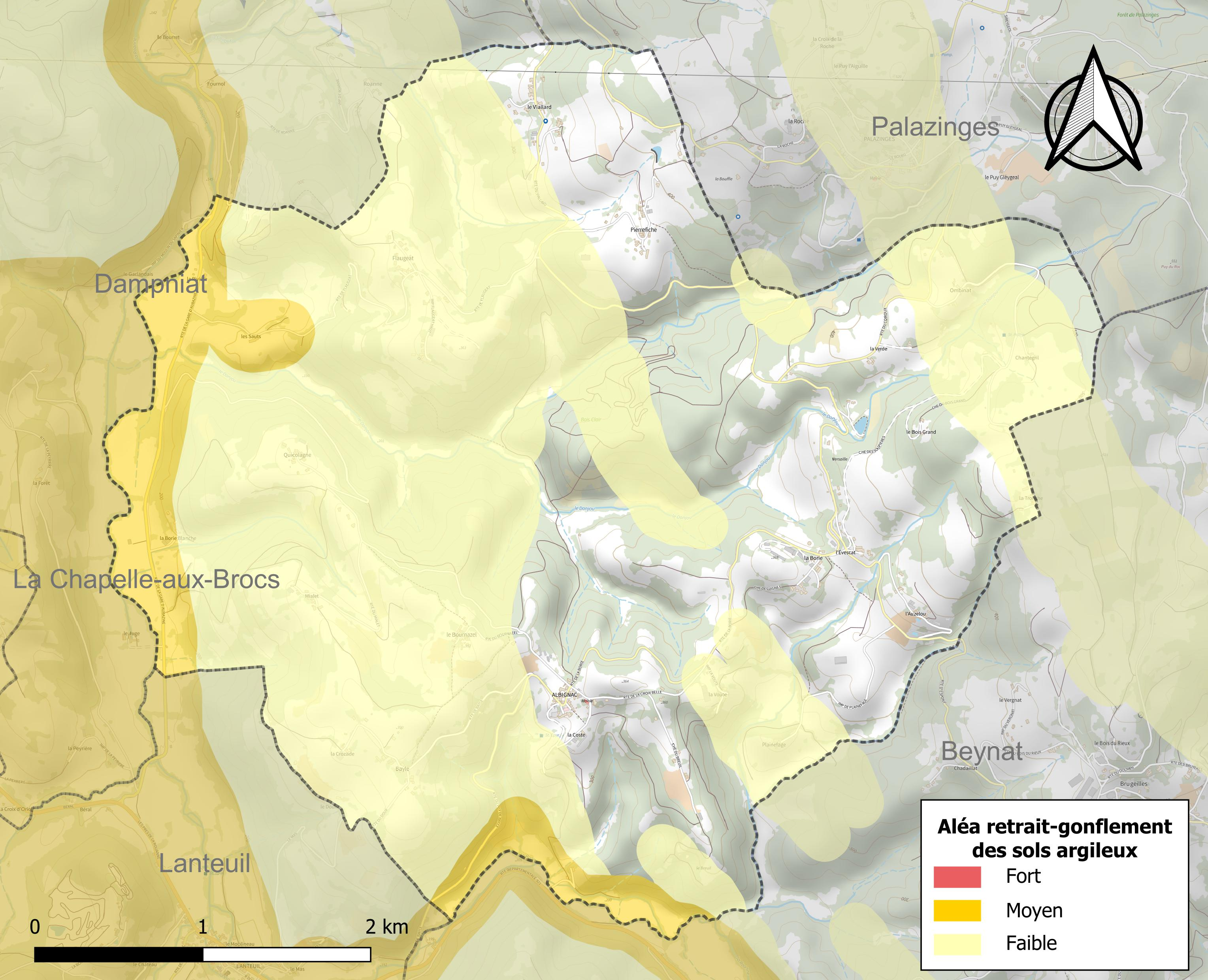
Carte des zones d'aléa retrait-gonflement des sols argileux d'Albignac.

La commune est vulnérable au risque de mouvements de terrains constitué principalement du retrait-gonflement des sols argileux. Cet aléa est susceptible d'engendrer des dommages importants aux bâtiments en cas d’alternance de périodes de sécheresse et de pluie. 8 % de la superficie communale est en aléa moyen ou fort (26,8 % au niveau départemental et 48,5 % au niveau national). Sur les 142 bâtiments dénombrés sur la commune en 2019, douze sont en aléa moyen ou fort, soit 8 %, à comparer aux 36 % au niveau départemental et 54 % au niveau national. Une cartographie de l'exposition du territoire national au retrait gonflement des sols argileux est disponible sur le site du BRGM,.
Concernant les feux de forêt, aucun plan de prévention des risques incendie de forêt (PPRIF) n’a été établi en Corrèze, néanmoins le code de l’urbanisme impose la prise en compte des risques dans les documents d’urbanisme. Le périmètre des servitudes d'utilité publique et des zones d'obligation légale de débroussaillement pour les particuliers est quant à lui défini pour la commune dans une carte dédiée.

#### Risque particulier
Dans plusieurs parties du territoire national, le radon, accumulé dans certains logements ou autres locaux, peut constituer une source significative d’exposition de la population aux rayonnements ionisants. Certaines communes du département sont concernées par le risque radon à un niveau plus ou moins élevé. Selon la classification de 2018, la commune d'Albignac est classée en zone 3, à savoir zone à potentiel radon significatif.

## Toponymie
Albignac vient du nom d'un homme latin appelé Albinus ou Albinius.
Il est appelé Albiniaco en 1095.

## Histoire
Au XIe siècle Albignac possédait un prieuré qui dépendait de l'abbaye de Saint-Michel-de-la-Cluse en Piémont. Au XVe siècle ce prieuré dépendait du prieuré du Coyroux, dépendant lui-même de l'abbaye d'Aubazine.
Au XIIe siècle, Albignac dépend de la vicomté de Gimel

## Politique et administration

### Liste des maires
| Période    | Période  | Identité                        | Étiquette | Qualité                                                |
| ---------- | -------- | ------------------------------- | --------- | ------------------------------------------------------ |
| 1865       | 1870     | Jean-Barthélémi Juin Lamiraudie |           |                                                        |
|            |          |                                 |           |                                                        |
| avant 1988 | ?        | Pierre Brousse                  |           |                                                        |
| mars 2001  | 2008     | Jean-Pierre Brousse             |           |                                                        |
| mars 2008  | En cours | Alain Simonet                   |           | Agent technique Président de la communauté de communes |

### Politique de développement durable
La commune a engagé une politique de développement durable en lançant une démarche d'Agenda 21 en 2011.

## Démographie
Les habitants sont appelés les Albignacois et les Albignacoises.
L'évolution du nombre d'habitants est connue à travers les recensements de la population effectués dans la commune depuis 1793. Pour les communes de moins de 10 000 habitants, une enquête de recensement portant sur toute la population est réalisée tous les cinq ans, les populations de référence des années intermédiaires étant quant à elles estimées par interpolation ou extrapolation. Pour la commune, le premier recensement exhaustif entrant dans le cadre du nouveau dispositif a été réalisé en 2005.

En 2022, la commune comptait 235 habitants, en évolution de −7,48 % par rapport à 2016 (Corrèze : −0,59 %, France hors Mayotte : +2,11 %).
| 1793 | 1800 | 1806 | 1821 | 1831 | 1836 | 1841 | 1846 | 1851 |
| ---- | ---- | ---- | ---- | ---- | ---- | ---- | ---- | ---- |
| 545  | 567  | 568  | 626  | 629  | 618  | 636  | 667  | 681  |

| 1856 | 1861 | 1866 | 1872 | 1876 | 1881 | 1886 | 1891 | 1896 |
| ---- | ---- | ---- | ---- | ---- | ---- | ---- | ---- | ---- |
| 665  | 592  | 565  | 530  | 557  | 559  | 547  | 520  | 501  |

| 1901 | 1906 | 1911 | 1921 | 1926 | 1931 | 1936 | 1946 | 1954 |
| ---- | ---- | ---- | ---- | ---- | ---- | ---- | ---- | ---- |
| 506  | 477  | 476  | 391  | 359  | 348  | 353  | 297  | 329  |

| 1962 | 1968 | 1975 | 1982 | 1990 | 1999 | 2005 | 2006 | 2010 |
| ---- | ---- | ---- | ---- | ---- | ---- | ---- | ---- | ---- |
| 285  | 260  | 226  | 255  | 263  | 258  | 252  | 252  | 244  |

| 2015 | 2020 | 2022 | - | - | - | - | - | - |
| ---- | ---- | ---- | - | - | - | - | - | - |
| 248  | 231  | 235  | - | - | - | - | - | - |

## Culture locale et patrimoine

### Lieux et monuments
- Église Notre-Dame, du XIe siècle avec son clocher, sa nef et son chœur, son chapiteau, son bas-relief de pierre et sa cloche de 1604. Le clocher est classé aux monuments historiques par arrêté du 29 février 1972, le reste de l'église est inscrite par arrêté du 29 février 1972[26].
- Vestiges préhistoriques et de l'Antiquité.
- Tour de l'ancien prieuré avec l'escalier monumental à vis.

### Personnalités liées à la commune
- Jean-Baptiste Laumond (né à Albignac, le 22 août 1865 et mort le 18 novembre 1957 à Aubazine), maire d’Aubazine, conseiller général, député, viguier d'Andorre.

### Héraldique
| Albignac | Son blasonnement est : D'azur à la croix d'or cantonnée aux 1er et 4e d'un besant du même, aux 2e et 3e d'une défense de sanglier d'argent. |